# Callimedusa
Genre
Callimedusa est un genre d'amphibiens de la famille des Phyllomedusidae.

## Répartition
Les six espèces de ce genre se rencontrent en Amazonie.

## Liste des espèces
Selon Amphibian Species of the World (21 avril 2016) :
- Callimedusa atelopoides (Duellman, Cadle & Cannatella, 1988)
- Callimedusa baltea (Duellman & Toft, 1979)
- Callimedusa duellmani (Cannatella, 1982)
- Callimedusa ecuatoriana (Cannatella, 1982)
- Callimedusa perinesos (Duellman, 1973)
- Callimedusa tomopterna (Cope, 1868)

## Publication originale
- Duellman, Marion & Hedges, 2016 : Phylogenetics, classification, and biogeography of the treefrogs (Amphibia: Anura: Arboranae). Zootaxa, no 4104, p. 1–109.